# シットウェ港
シットウェ港 （Sittwe Port） はミャンマー西部ラカイン州シットウェに位置する港。

## 概要
ミャンマー港湾公社（MPA）が所有する国際輸出港。現在、ベンガル湾に面するカラダン川河口にある小港湾であったが、2010年からインドによる無利子融資で大型船が接舷できる深水港の建設が進められた。2017年9月にミャンマーを訪問したインドのナレンドラ・モディ首相がシットウェ港拡張とパレッワ河川港の建設が完了したことを明らかにした。
シットウェ港整備計画はインドとミャンマー政府間で調印された「カラダン・マルチモダル・トランジット・トランスポート・プロジェクト」に含まれる 1.2億米ドル規模の計画である。カラダン・プロジェクトはミャンマー南西部とインド北東部内陸地域を連結する交通インフラを開発し、両国間の物流を活性化することを目的としている。

## カラダン・マルチモダル・トランジット・トランスポート・プロジェクト
カラダン・マルチモダル・トランジット・プロジェクトは、インド資本によって計画が進められており、海に面していないインド北東部7州につながる新たな物流ルートの形成を目的としている。従来インド北東部地域への物流は、中国とバングラデシュにはさまれた狭隘なインド領シリグリ回廊を経由するルートのみに限られてきた。この回廊を北東部へと向かう物流は遅延が目立ち、多大なコストがかかっている。またインドやブータンとの国境付近に進出している中国人民解放軍により有事には遮断されるリスクもある。このため、インドは1970年代からバングラデシュとベンガル湾へ抜けるトランジットルート建設の交渉を行っていたが、実現に至っていなかった。
そこで、インドとミャンマー相互のインフラ整備、経済開発を加速するために5億米ドル規模のカラダン・プロジェクトが開始された。このプロジェクトにはカラダン川河口シットウェ深海港建設、シットウェからインドのミゾラムまでカーゴ船によるカラダン川航行のための浚渫事業、それを中継するミャンマー側のチン州パレッワにおける河川港建設、インドとミャンマー間国境地域パレッワ=ミェイッワ間の高速道路建設が含まれる。
インドとミャンマー政府は2009年4月にプロジェクト合意書に調印。シットウェ深水港の建設はインド大手財閥、エッサール・グループ（Essar Group）が受注し、1.2億ドルの長期無利子融資がインドから提供された。建設は2010年から始まり、当初は2013年6月に完成予定であった。